# خاندان هه
خاندان هه (هانجا: 解氏)، یکی از طوایف نجیب‌زاده کشور باکجه و سه امپراتوری بود.

## اصل و نسب
بر اساس برخی روایات ، این خاندان بازمانده از نسل دودمان سلطنتی گوجوسان هستند اما صحت این موضوع هنوز مشخص نیست . چیزی که مشخص است  ریشه و تبار این خاندان به کشورهای گوگوریو و بویو برمی گردد. امپراتور جومونگ بعد از تأسیس گوگوریو، پیشوند نام سلطنتی خود را از هائه به گو تغییر داد و پادشاهان گوگوریو شاخه ای از این طایفه بودند که پیشوند گو داشتند.

## اعضای شناخته شده
به دلیل وصلت این خاندان با قبایل دیگر و همچنین پراکنده بودن اعضای آن ، شرح دادن شجره نامه کامل آن بسیار دشوار است اما میتوان یک لیست از شناخته ترین اعضای این دودمان را معرفی کرد .
باک بویو
- دونگ میونگ پادشاه و بنیان گذار بویو یا بویوشمالی(باجومونگ یا دونگ میونگ گوگوریو اشتباه نشود)
- هموسو براساس کتاب سامگوک ساگی شخصیتی افسانه ایی پسر امپراتور اسمانی  با ارابه ایی با پنج اژدها به زمین می‌آید و بویو را تاسیس می‌کند و پسری به دنیا می‌آورد به نام هه بورو که بعدها به دانگ بویو را تاسیس می‌کند
- براساس گفته های داسان جونگ یاک یون در کتاب 《آبانگ گانگ یئوگو》 معتقد است که هیموسو همان شخصیتی است که به عنوان بنیان‌گذار کشور بویو شناخته می‌شود، یعنی دونگ‌مِیونگ‌وانگ. از آنجا که هیموسو به یک موجود اسطوره‌ای شباهت دارد، ممکن است او یک شخصیت ساختگی باشد که بر اساس دونگ‌مِیونگ‌وانگ ساخته شده است.

دانگ بویو
- هائه بورو فرزند دونگ میونگ(شخصیت افسانه ایی هموسو در واقعیت) که به دانگ بویو گریخت.
- گوموا فرزند هائه بورو و دومین امپراتور دانگ بویو .
- ووتائه(فرزند نامشروع هائه بورو وهمسر اول سوسانو و پدر احتمالی بیریو و به احتمال کم اونجو)
- دائه سو فرزند گوموا و آخرین امپراتور بویو که به دست موهیول کشته شد.

باکجه
- جومونگ پدر اونجو موسس باکجه و نوه ی گوموا[براساس سامگوگ ساگی]
- اونجو فرزند جومونگ، مؤسس و نخستین امپراتور باکجه

گالسابویو
- گالسا فرزند گوموا و مؤسس سلسلهٔ گالسا بویو
- هائه دودو نوهٔ گالسا و آخرین امپراتور گالسا بویو

گوگوریو
- گوموا پدر جومونگ اولین پادشاه گوگوریو
- جومونگ فرزند گوموا دومین پادشاه دانگ بویو، مؤسس و نخستین امپراتور گوگوریو